# Wadjda
Wadjda is een Saoedisch/Duitse dramafilm uit 2012. De film werd geschreven en geregisseerd door Haifaa Al-Mansour en opgenomen in Saoedi-Arabië. Het is de eerste speelfilm ooit gemaakt door een vrouwelijke Saoedische filmmaker en de eerste film die volledig in Saoedi-Arabië zelf is opgenomen. De film won meerdere prijzen op filmfestivals over de hele wereld.

## Verhaal
De tienjarige Wadjda woont met haar moeder in een buitenwijk van Riyad, de hoofdstad van Saoedi-Arabië. Het is haar droom om ooit een mooie groene fiets te hebben, maar in haar conservatieve land wordt fietsen niet als een geschikte activiteit voor vrouwen en meisjes gezien. Wadjda trekt zich hier niets van aan en besluit geld te sparen om de fiets zelf te kunnen kopen en haar vriendje Abdullah uit te kunnen dagen.

## Rolverdeling
| Acteur                 | Personage                            |
| ---------------------- | ------------------------------------ |
| Reem Abdullah          | Moeder van Wadjda                    |
| Waad Mohammed          | Wadjda                               |
| Abdullrahman Al Gohani | Abdullah (als Abdullrahman Algohani) |
| Ahd Kamel              | Mevrouw Hussa (als Ahd)              |
| Sultan Al Assaf        | Vader van Wadjda                     |
| Rehab Ahmed            | Noura                                |
| Alanoud Sajini         | Fatin                                |
| Rafa Al Sanea          | Fatima                               |
| Dana Abdullilah        | Salma                                |
| Nouf Saad              | Koranlerares                         |
| Ibrahim Almozael       | Speelgoedwinkeleigenaar              |
| Mohammed Zahir         | Iqbal, de chauffeur                  |
| Sara Al Jaber          | Leila                                |
| Noura Faisal           | Abeer                                |
| Rawan Abdulsalam       | Yasemine                             |

## Achtergrond
Het maken van Wadjda kostte veel moeite. Regisseuse Haifaa Al-Mansour had grote problemen om de financiën bij elkaar te krijgen en om toestemming te krijgen om in Saoedi-Arabië te filmen. Het land heeft geen bioscopen of noemenswaardige filmcultuur. Ze kwam uiteindelijk in contact met de Duitse productiemaatschappij Razor Film Produktion die haar de benodigde voorziening bood. Het filmen in Riyad kostte de nodige moeite omdat de regisseuse niet in het openbaar met haar mannelijke crewleden kon overleggen. Het filmen gebeurde stiekem uit een busje, het overleggen moest plaatsvinden per portofoon en het regisseren van de acteurs vond plaats op basis van camerabeelden.